# 帝国台帳
帝国台帳（ていこくだいちょう、Reichsmatrikel）とは、神聖ローマ帝国において帝国等族の皇帝に対する兵員提供の割り当てを規定した台帳。

## 概要
1422年、最初の帝国台帳がニュルンベルクの帝国議会で定められた。皇帝から受封を受けた帝国等族は、この帝国台帳に基づいて皇帝に兵員を提供することになった。兵員を提供するかわりに、貨幣で代納することも可能であった。のべ18の台帳が存在したとされる。
16世紀に入ると、オスマン帝国の軍事的脅威が神聖ローマ帝国にまで及ぶようになると、帝国台帳をより機能的に運用することが求められた。そのため、1512年に確立した「帝国クライス」制に基づいた形で、1521年にヴォルムスで帝国台帳が定められた。これにより、帝国クライスごとに司令官が定められ、クライス内の兵員を統率することになった。兵員・資金を集める際、事前にクライス会議をひらいたり、クライス内での台帳を作成することもみられるようになった。こうした帝国台帳と帝国クライス制の結びつきは、1555年の「帝国執行令」により帝国法として規定されることになった。